# Sebastian (Rusan)

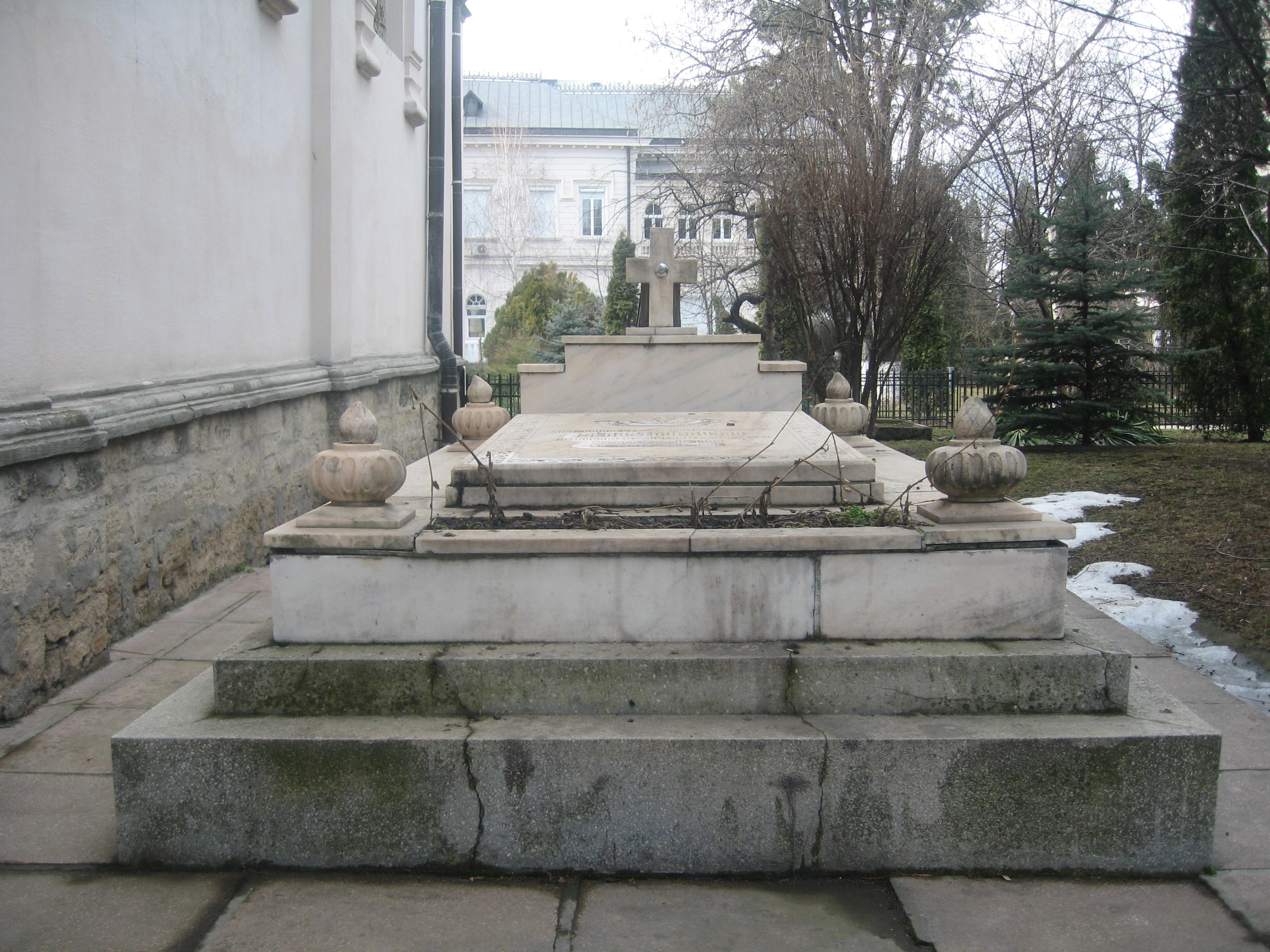
Grób metropolity

Sebastian, nazwisko świeckie Rusan (ur. 22 września 1884 w Secășel, zm. 15 września 1956 w Jassach) – rumuński biskup prawosławny.

## Życiorys
Pochodził z ubogiej rodziny chłopskiej. Ukończył liceum w Blaju w 1904, a następnie studiował teologię w Sybinie. Został wyświęcony na kapłana w Crăciunești. Przerwał naukę w 1914; podczas I wojny światowej był najpierw aresztowany przez władze węgierskie, a następnie został kapelanem wojskowym. Studia ukończył w 1929. Wyświęcony na kapłana jako mężczyzna żonaty, w latach 1929–1931 był dziekanem dekanatu Hațeg, następnie proboszczem parafii w Ocna Sibiului (1931–1933) i proboszczem oraz dziekanem w Odorhei (1933–1940). Z parafii tej został usunięty przez władze. W latach 1940–1945 służył w Viștea (1940–1945), a następnie przez rok był proboszczem jednej z cerkwi w Satu Mare (1945–1946). Łączył działalność duszpasterską z aktywnością kulturalną, kierując stowarzyszeniami kulturalnymi. W Crăciunești, Vulcan i Odorhei zbudował nowe świątynie prawosławne.
W 1946 był już wdowcem. Awans w hierarchii cerkiewnej po tej dacie zawdzięczał poparciu Petru Grozy, który był świadkiem na jego ślubie. Z tego powodu postrzegany był jako zwolennik komunistycznych władz Rumunii. 21 listopada 1947 Święty Synod Rumuńskiego Kościoła Prawosławnego nominował go na biskupa Maramureș. Jego chirotonia biskupia odbyła się 30 listopada tego samego roku, zaś intronizacja – 29 grudnia. Rok później objął katedrę Suczawy i Maramureș, zaś w 1950 został arcybiskupem Jass i równocześnie metropolitą Mołdawii i Bukowiny, pierwszym ordynariuszem tej administratury w zmienionym kształcie. Na urzędzie pozostawał do śmierci. Został pochowany w sąsiedztwie soboru św. Jerzego w Jassach (tzw. Starej Metropolii). 
Według niektórych źródeł metropolita Sebastian został zamordowany (otruty) przez Securitate, gdyż był w rzeczywistości przeciwnikiem komunizmu, wyrażał nadzieję na jego upadek w Rumunii przy pomocy zachodniej, jak również twierdził na spotkaniach z duchowieństwem, że ideologia ta upadnie, gdyż jest wroga Cerkwi. Podkreślał również, że duchowny nie służy ludowi, lecz Cerkwi.